# Jesús María Ramón Valdés
Jesús María Ramón Valdés (Ciutat Acuña, Coahuila, 15 de març de 1938-San Antonio, Texas, 7 de gener de 2016) va ser un polític mexicà, membre del Partit Revolucionari Institucional, va exercir com a President Municipal de Ciutat Acuña, Diputat Federal i Senador per Coahuila.
Llicenciat en Administració d'empreses, va ocupar els càrrecs de Vicecònsol de Mèxic a la ciutat de Del Río, Texas el 1961, President de la Junta d'Aigua Potable i Clavegueram de Coahuila el 1965, President Municipal de Ciutat Acuña de 1982 a 1984, va ser elegit en dos ocasionis Diputat Federal, a la LV Legislatura de 1991 a 1994 i la LIX Legislatura de 2003 a 2006 pel I Districte Electoral Federal de Coahuila, en 1999 va ser precandidat del PRI a Governador, elecció que va ser guanyada per Enrique Martínez i Martínez i en 2006 va ser elegit Senador per Coahuila per primera minoria, per al període que va tenir fi en 2012.